# Jean Raoux (peintre)
Pour les articles homonymes, voir Jean Raoux.
Jean Raoux, né le 10 juin 1677 à Montpellier et mort le 10 février 1734 à Paris, est un peintre français.

## Biographie
Natif de Montpellier, Jean Raoux s’est formé auprès d’Antoine Ranc. Même si sa carrière fut ensuite essentiellement italienne et parisienne, ses premières œuvres ont été peintes en Languedoc pour des établissements religieux.
Raoux obtient le prix de Rome en 1704 pour sa peinture David tue Goliath d'un coup de fronde, et part comme pensionnaire du roi à Rome pendant trois ans. Il parcourt l’Italie et réalise notamment des fresques religieuses pour le dôme de Padoue. Il travailla également à Venise, où il décora le palais Giustinian (en) situé sur le Grand Canal. Durant son périple, Raoux rencontre celui qui deviendra son protecteur, Philippe de Vendôme, grand prieur de l'ordre de Malte. De retour à Paris en 1711, ce dernier loge l’artiste et lui adresse de nombreuses commandes. Bien qu’ayant été reçu, en 1717, à l’Académie royale en tant que peintre d’histoire, titre le plus honorifique sur un tableau intitulé la Fable de Pygmalion comme morceau de réception, l’artiste se révèle être un grand portraitiste et peintre de scènes de genre.
De 1714 à sa mort, il fut avec Antoine Watteau l’un des peintres les plus en vue à Paris, et il contribua à renouveler la peinture française à l’époque de la Régence, par ailleurs féconde en changements culturels, politiques et sociaux.
Véritable artiste européen, Jean Raoux unit sa connaissance de l’art nordique, plus particulièrement l'art hollandais, à ses expériences françaises et vénitiennes pour créer une synthèse artistique novatrice. Voltaire, qu’il connut alors, avait pour lui la plus grande admiration et le qualifiait de « peintre inégal ; mais, quand il a réussi, il a égalé le Rembrandt », ce qui est néanmoins révélateur de l’étendue de sa culture picturale.
Raoux fait évoluer la peinture vers un art plus sensuel, dominé par un fondu chromatique inspiré de la leçon vénitienne. Ses œuvres trouvent à la fois une dimension intimiste et gracieuse, ce qui se traduit tout particulièrement dans ses portraits par des draperies théâtralisées aux riches effets lumineux. Il s’attache tout au long de sa carrière à brosser une image de la femme dans toute sa beauté, sa fragilité, oscillant entre une pudeur et un érotisme discret, tout en exaltant sa jeunesse et sa beauté, avec des joues rondes et un teint de porcelaine.
Les grands amateurs du XVIIIe siècle, le duc de Choiseul, le prince de Conti, l’électeur palatin, duc de Schönborn, l’impératrice Catherine II de Russie et le roi Frédéric II de Prusse collectionnèrent ses œuvres. Un autre illustre Montpelliérain, Joseph Bonnier de la Mosson, lui commanda des tableaux afin d’orner son hôtel parisien, mais aussi son château de la Mosson à Montpellier, une folie remarquable par son originalité.

## Œuvres dans les collections publiques
Aux États-Unis
- Los Angeles, Getty Center : Orphée et Eurydice[5].

En France
- Alès, musée du Colombier : La Diseuse de bonne aventure.
- Avignon, musée Calvet : Le silence, ou Femme à la fenêtre soutenant un rideau[6].
- Beaune, Musée des Beaux-Arts de Beaune : "La liseuse" [7]
- Bordeaux.
- Brest, musée des Beaux-Arts : Allégorie de la peinture, vers 1732, huile sur toile.
- Carcassonne, musée des Beaux-Arts : Portrait de Mme Nicolas de Poulhariez (née Marie Marguerite Fresalz de Lisle)[8].
- Dijon, musée des Beaux-Arts : Portrait de Madame Boucher, née Marie-Françoise Perdrigeon[9] ; Portrait d'Alexis Piron[10] ; Portrait de femme à la toque[11].
- Dole, musée des Beaux-Arts : Portrait de jeune femme accompagnée d'une vieille[12].
- Douai.
- Lille, palais des Beaux-Arts : Vierges antiques[13] ; Vierges modernes[14].
- Lyon, musée des Beaux-Arts : Portrait de femme à sa fenêtre[15] ;Portrait de femme[16].
- Marseille :
  - musée Grobet-Labadié : Portrait de femme[17].
  - musée des Beaux-Arts : Portrait de femme au collier de perles[18] ; Portrait de femmes aux mains croisées[19].
- Montauban, musée Ingres : Les Vestales[20].
- Montpellier, musée Fabre : La Chasse de Didon et Énée ; Le Jugement de Salomon ; Pygmalion amoureux de sa statue ; Vestale portant le feu sacré ; Offrande à Priape;  Le Bain de Diane ; La Chasse, La Danse ; L'Enfance, La Jeunesse (esquisses).
- Nîmes, musée des Beaux-Arts : Jeune aristocrate.
- Paris, musée du Louvre : Jeune femme lisant une lettre[21] ; Philippe de Vendôme, grand prieur de France[22] ; Télémaque raconte ses aventures à Calypso[23].
- Le Puy-en-Velay : La Mort de Procris (attribué)[24] ; Portrait de Jean Soanen, évêque de Senez (d'après)[25].
- Rouen, musée des Beaux-Arts : Portrait de femme en Minerve[26].
- Toulon, musée d'art : Jeune fille lisant.
- Tours, musée des Beaux-Arts : Portrait de Mademoiselle Prévost en bacchante[27].

En Italie
- L'Annonciation, huile sur toile; bras gauche du transept de la cathédrale de Padoue
- La Visitation, huile sur toile; bras gauche du transept de la cathédrale de Padoue

En Russie
- Saint-Pétersbourg, musée de l'Ermitage : Vestale[28].

Wallace Collection
- Dame à son miroir, huile sur toile, 80 × 64 cm, Wallace collection, Londres[29]

Peintures d'histoire
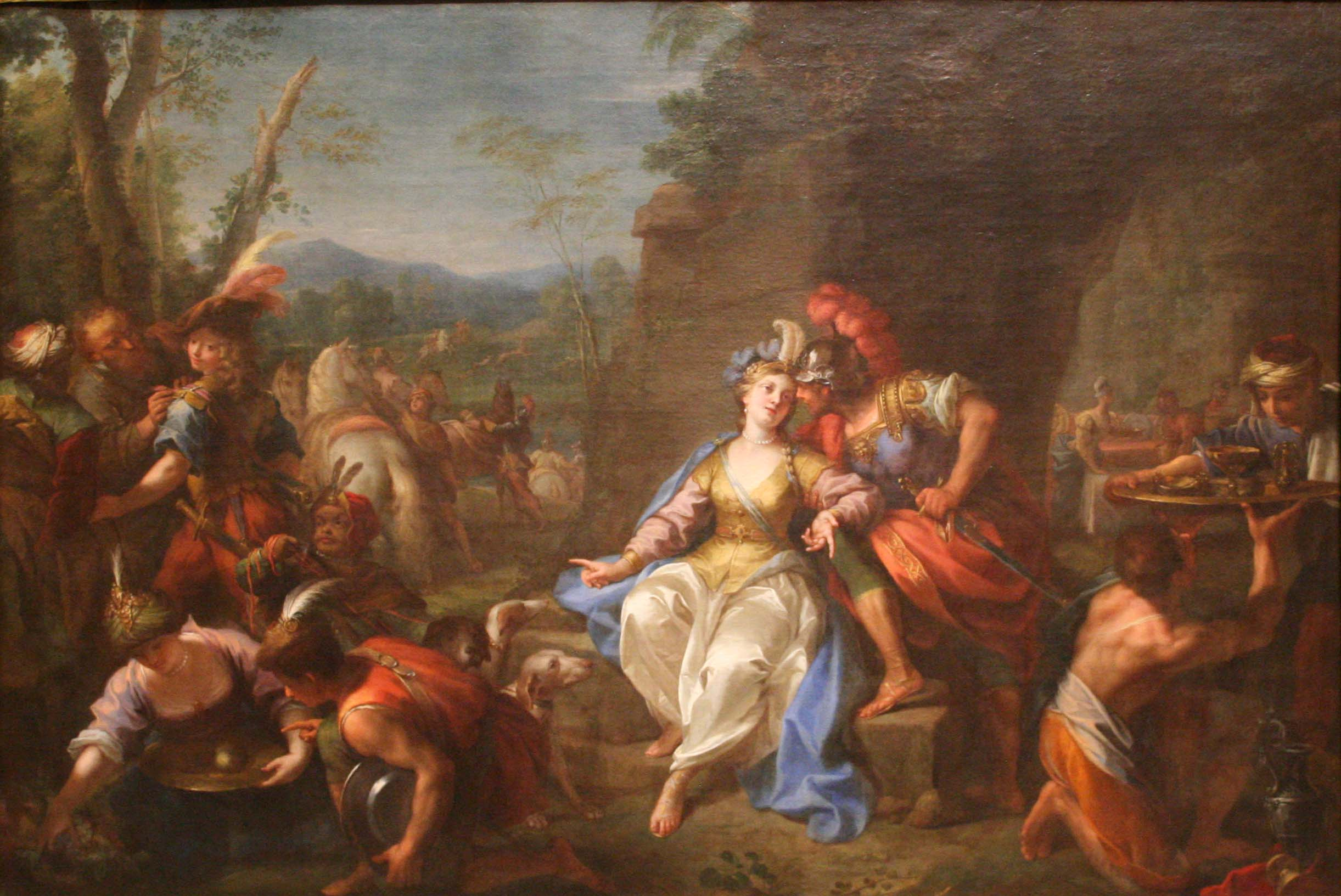
La Chasse de Didon et Enée, Montpellier, musée Fabre.
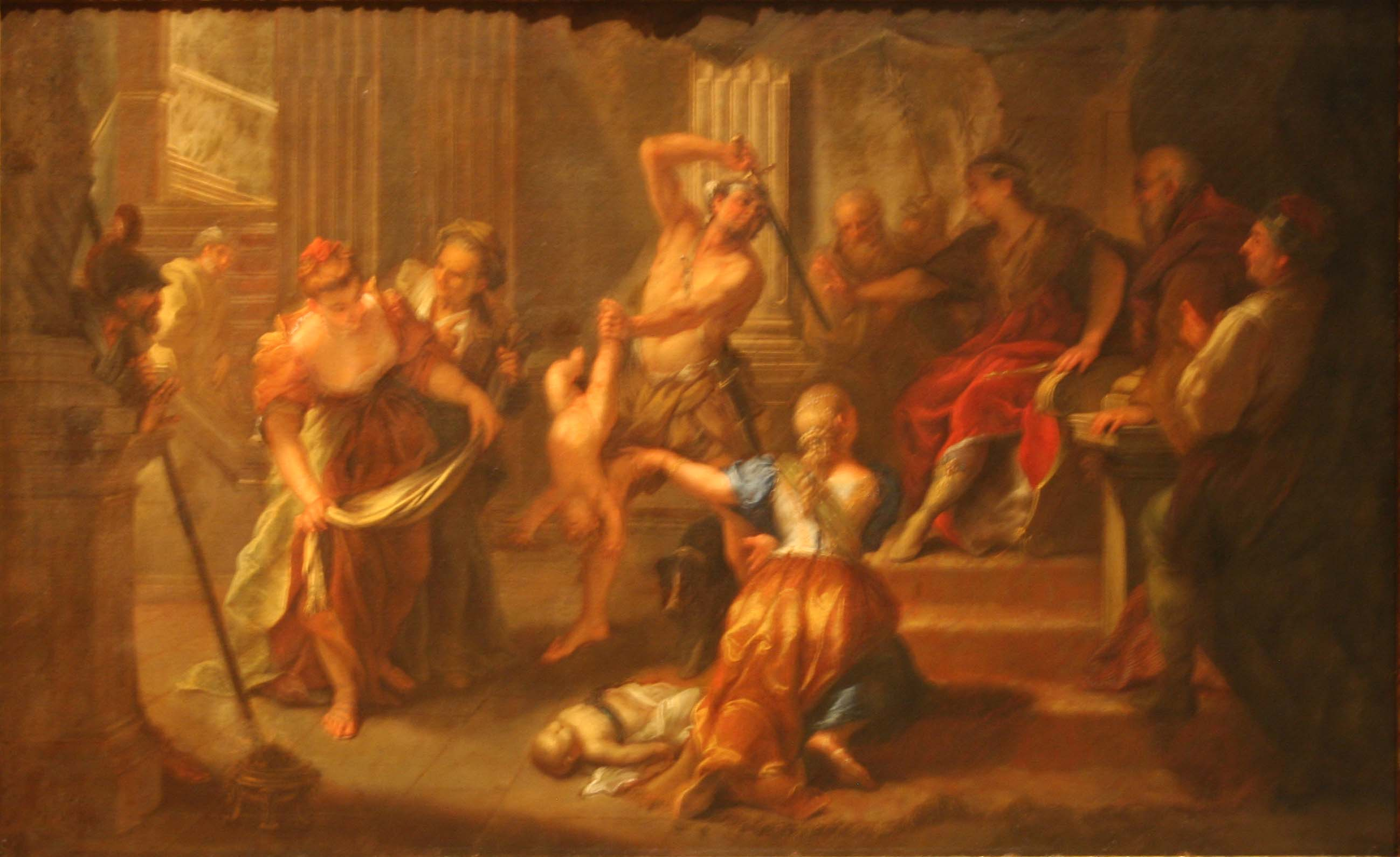
Le jugement de Salomon, Montpellier, musée Fabre.
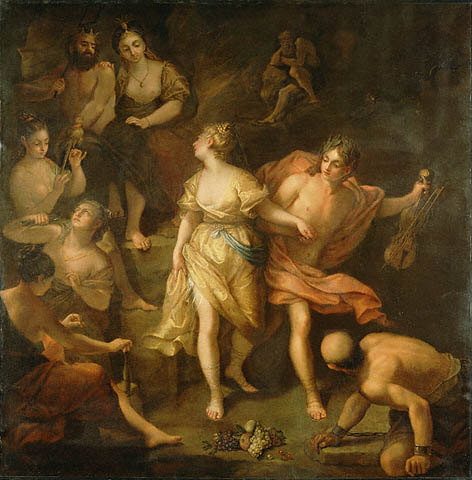
Orphée et Eurydice, Los Angeles, Getty Center.
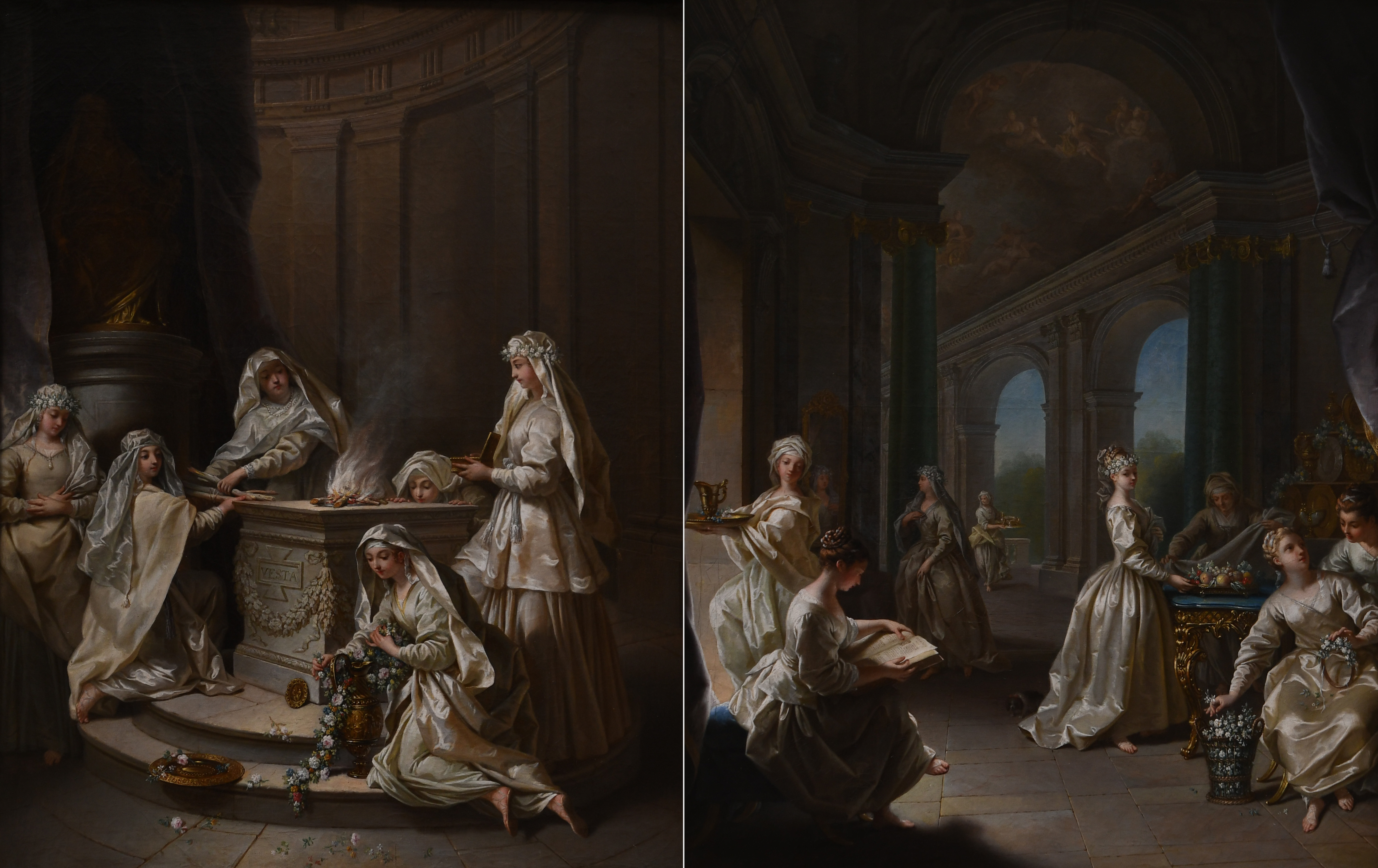
Vierges antiques (à gauche, 1727) et Vierges modernes (à droite, 1728)

Portraits
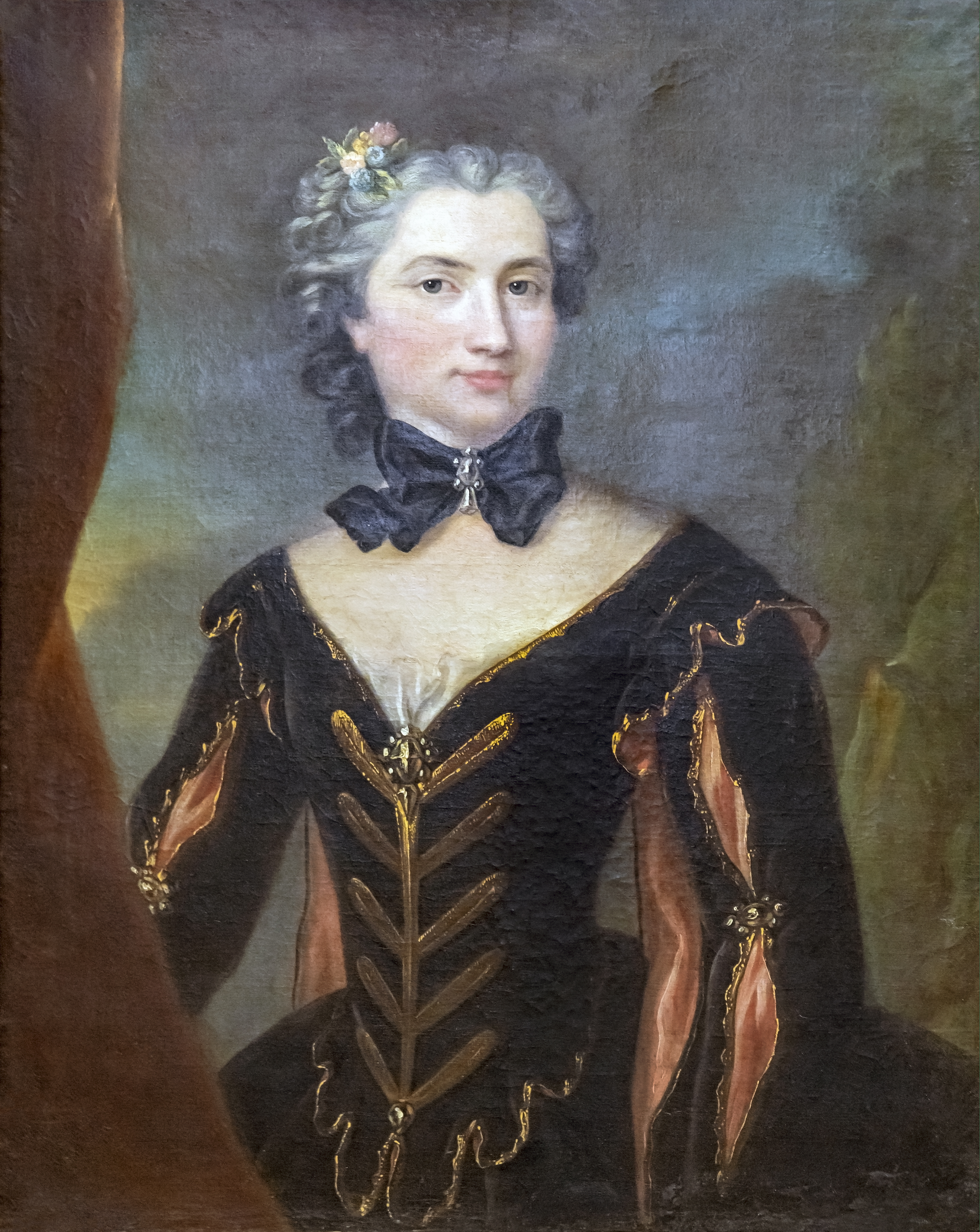
Portrait de Mme Nicolas de Poulhariez, Musée des Beaux-Arts de Carcassonne
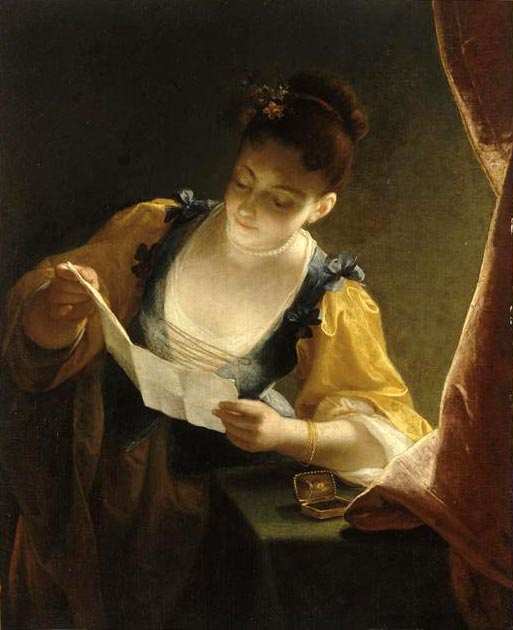
Jeune fille lisant une lettre, Paris, musée du Louvre.
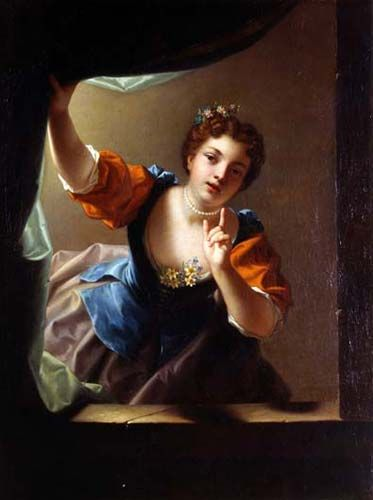
Le silence ou Femme à la fenêtre soutenant un rideau, Avignon, musée Calvet.
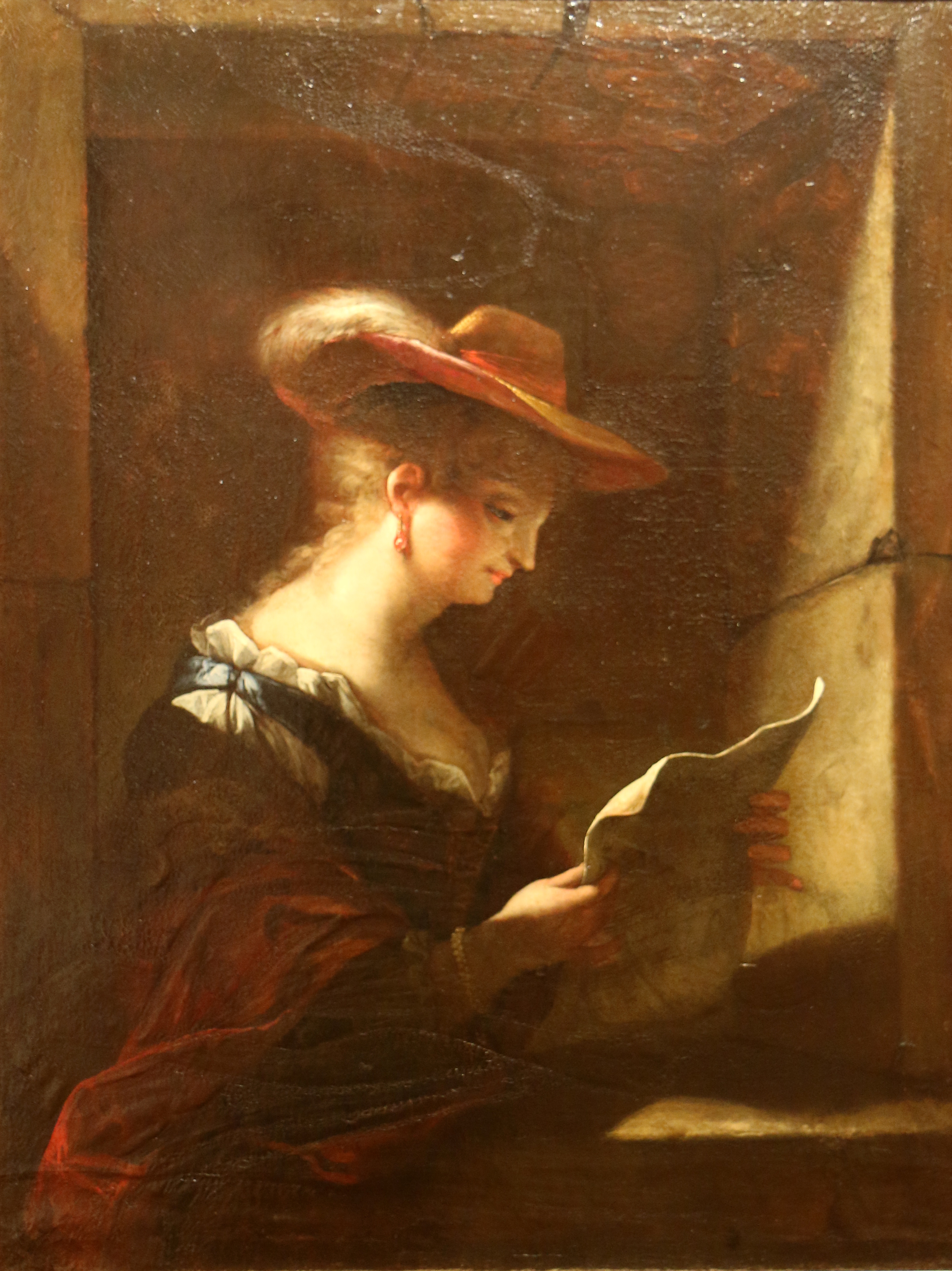
Jeune Fille Lisant, musée d'art de Toulon.
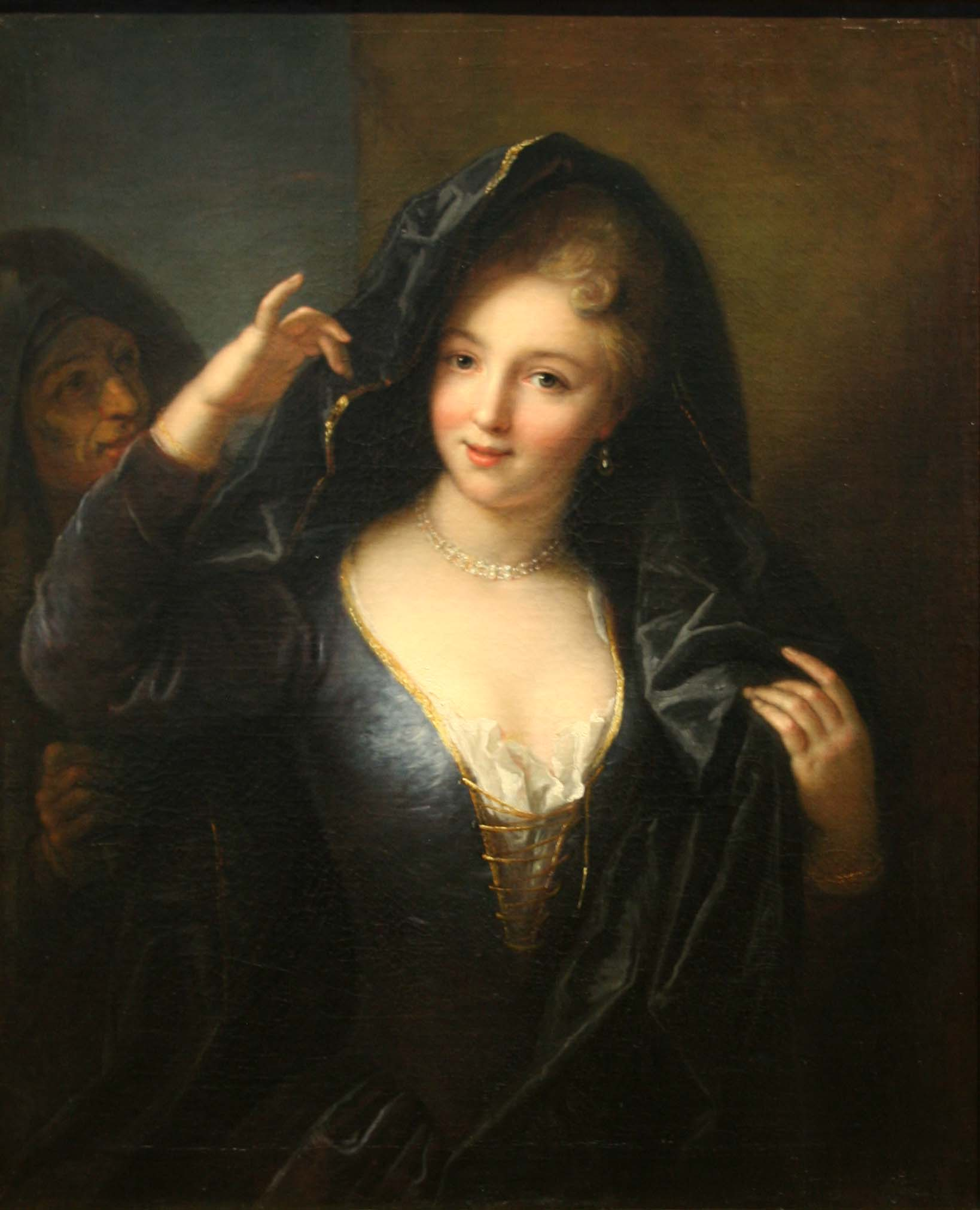
Jeune fille au collier de perles, musée des beaux-arts de Marseille.
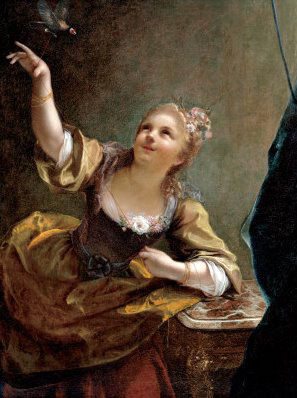
Jeune fille qui fait voler un oiseau, Sarasota, John and Mable Ringling Museum of Art.
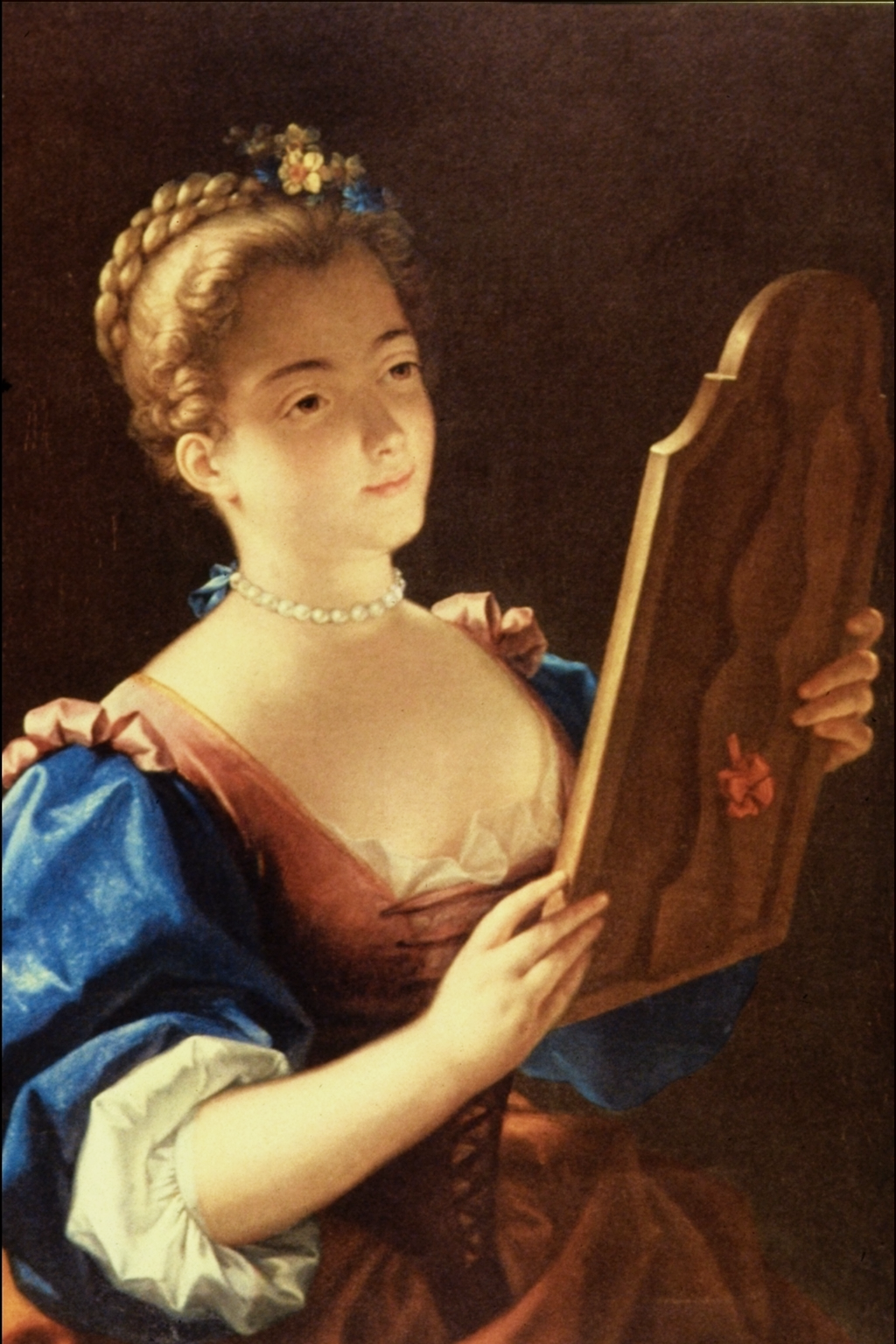
Jeune Femme au Miroir Wallace Collection, Londres

## Élèves
- Jean Godart Chevalier, reçu en 1732 à l'Académie de Saint-Luc